# International Federation of Translators
Die Fédération internationale des traducteurs (FIT) ist der weltweite Dachverband der mehr als 100 nationalen Übersetzer-, Dolmetscher- und Terminologenverbände mit über 100.000 Übersetzern in 55 Ländern. (Eigenbezeichnung in den beiden anderen Sprachen der Organisation: International Federation of Translators, IFT; Federación Internacional de Traductores, FIT. In der Übersetzungsbranche wird weltweit ausschließlich die französische Abkürzung FIT verwendet.) 
Der Verband setzt sich für die Verbesserung der Arbeitsbedingungen seiner Mitglieder, für die Wahrung ihrer Rechte, die Förderung professioneller Arbeitsweise und Ausbildung und die Meinungsfreiheit in allen Ländern. Die FIT wurde 1953 in Paris von Pierre-François Caillé gegründet und unterhält konsultative Beziehungen zur UNESCO.

## Ziele
Die FIT verfolgt folgende Ziele::
- Förderung der Interaktion und Kooperation zwischen den Übersetzer-, Dolmetscher- und Terminologenverbänden[2]
- Förderung der Gründung solcher Verbände in Ländern, in denen es bislang keine gibt
- Information der Mitgliedsverbände über Arbeitsbedingungen, Übersetzungstechnologien, Aus- und Weiterbildung sowie alle sonstigen berufsbezogenen Fragen
- Wahrung und Stärkung der guten Beziehungen zwischen allen Mitgliedsverbänden im Interesse aller Übersetzer
- Wahrung der moralischen und materiellen Rechte der Übersetzer, Dolmetscher und Terminologen weltweit.
- Öffentliche Anerkennung der Berufsstände Übersetzer, Dolmetscher oder "Terminologe"[3], ihres sozialen Status und der Tätigkeit von Übersetzern im Publikationswesen (Bücher etc.) als Wissenschaft und Kunst.

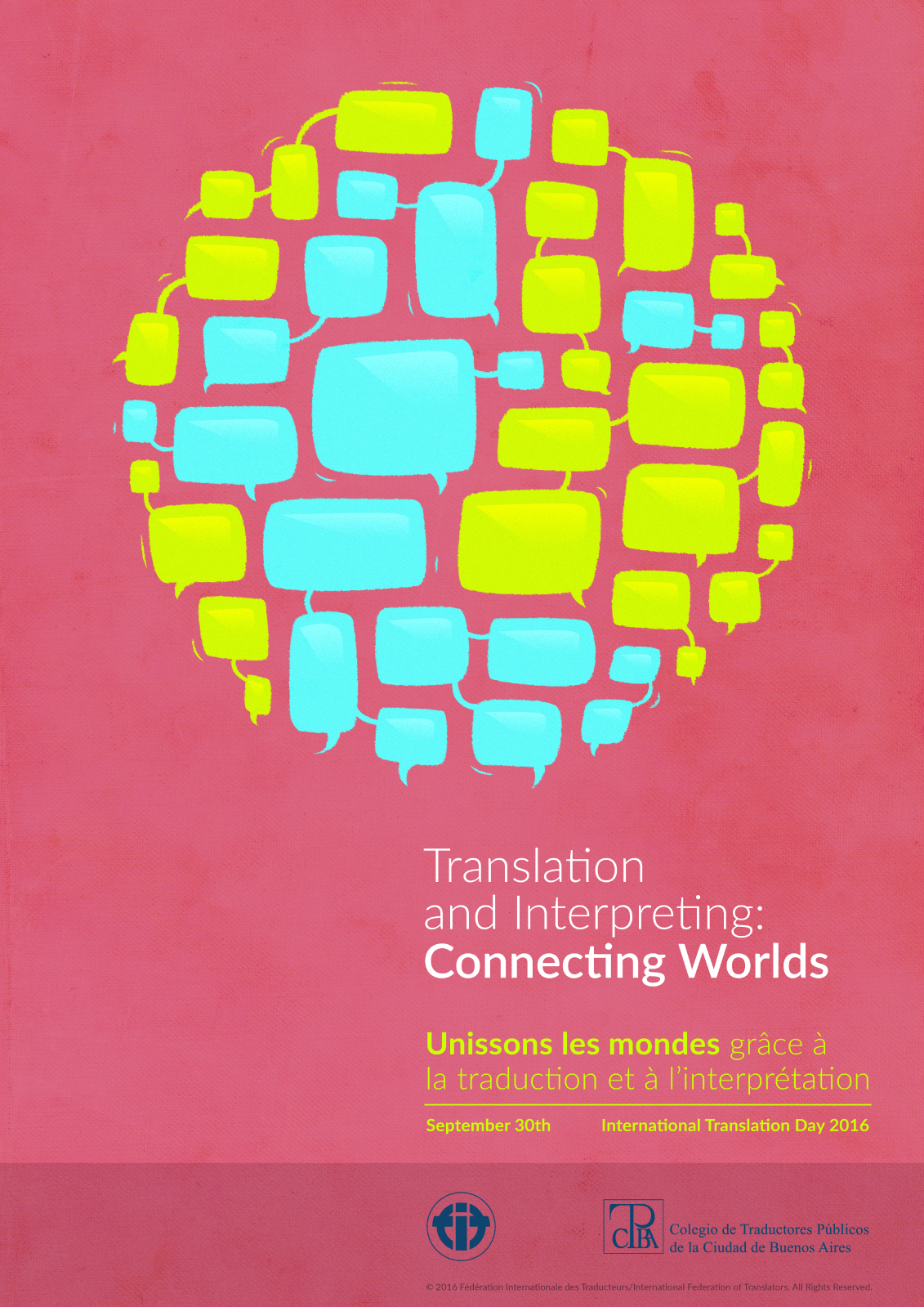
Weltweites Plakat der FIT für den Internationalen Übersetzertag (Hieronymustag) 2016

Die FIT fördert ihre Ziele unter anderem durch einen jährlichen weltweiten Hieronymustag, der seit 2017 auch von der UNO als wichtiger Aktionstag eingestuft wird.

## Komitees
Komitees befassen sich mit spezifischen Fragen des Berufsstandes, unter anderem in den Bereichen Medien, Literatur, Medizin, Recht, Copyright, Aus- und Weiterbildung, Terminologie und Technologie, Kultur und Menschenrechte.

## Führungsgremien
Das oberste Führungsgremium ist die im dreijährlichen Turnus stattfindende Versammlung der Mitgliedsverbände, der sogenannte statutorische Kongress. Er wählt den FIT-Rat, der die FIT bis zum nächsten Weltkongress leitet und den Vorstand wählt. Die Arbeit der Führungsgremien wird durch die Komitees unterstützt, die einmal jährlich dem Rat und alle drei Jahre dem Kongress Bericht erstatten. Im Anschluss an den statutorischen Kongress findet der öffentliche Kongress statt, einer der wichtigsten Treffpunkte der Übersetzungsbranche.

## Veröffentlichungen und Öffentlichkeitsarbeit
Die Zeitschrift „Babel“ und das Infoblatt „Translatio“ erscheinen vierteljährlich, Babel ist wissenschaftlich orientiert mit Beiträgen aus aller Welt. Translatio ist das Informationsblatt der FIT und berichtet über die Aktivitäten seiner Mitgliedsverbände und FIT-Komitees.
Die FIT verleiht mehrere Übersetzerpreise, darunter den Astrid-Lindgren-Preis für Übersetzer von Kinder- und Jugendliteratur.